# 林子 (新北市)
林子，原稱林仔街，是新北市淡水區的一個地名，也是全區行政中心所在地，位於該區西部，範圍大致為埤島里不含北端凸出部分及東南端凸出部分、北投里西北角、崁頂里不含東北角、沙崙里東北端。

## 歷史
台灣清治末期至日治前期，林子地區為一街庄，稱為「林仔街庄」，隸屬於芝蘭三堡。該庄北與下奎柔山庄、頂奎柔山庄為鄰，東與中田藔庄、水梘頭庄為鄰，南邊為北投仔庄、水碓仔庄、大庄埔庄，西邊臨海。
1901年（日治明治三十四年）11月，該庄隸屬於臺北廳，編入第二十五區。1906年（明治三十九年）1月，第二十五區、二十七區的部分街庄及第二十八區合併為「興化店區」，該庄屬之。1920年（大正九年），該庄改制並改名為「林子」大字，隸屬於臺北州淡水郡淡水街。
戰後淡水街改制為淡水鎮，隸屬於臺北縣，大字亦改制為里。2010年12月，臺北縣升格為新北市，淡水鎮亦改制為淡水區。

## 交通
省道台2線經過林子地區中部偏東，往北可前往三芝、石門、金山、萬里、基隆等地，往南轉東南可在竿蓁林接省道台2乙線前往北投、士林、台北市區，亦可接洲美快速道路、環河南北快速道路快速進入台北市區。台2乙線的另一端點即本地區北部，往西轉南可前往沙崙、淡水市區，最終於竿蓁林與台2線併線。

## 學校
- 育英國小

## 文化資產
- 公司田溪橋遺跡（市定古蹟）